# Sissítia
Sissítia (em grego clássico: τὰ συσσίτια ta syssítia) era uma refeição comum de homens e jovens em grupos sociais ou religiosos, especialmente em Creta e Esparta, na Grécia Antiga, embora também em Mégara, no tempo de Teognis (século 6 a.C. ) e em  Corinto no tempo de Periandro (século 7 a.C.) que parece ter abolido a prática por ser favorável à aristocracia.

## Esparta
Na idade de 30 anos, chegava o momento mais crítico na vida de um homem espartano, nessa idade ele era autorizado a se casar e o mais importante, poderia ser eleito para fazer suas refeições na sissítia. Havia cerca de quinze membros em cada syssition, também conhecida como phydition.
A participação na sissítia era, assim como outros aspectos do agogê, obrigatória para a adesão no homoioi, ou pares. Os espartanos eram admitidos a partir dos trinta anos de idade, após um ritual descrito por Plutarco em sua obra Vida de Licurgo (ch 12):

## Creta
Aristóteles expressou sua preferência pelos sistema de Creta comparado ao sistema espartano ao dizer:

Os arranjos de Creta para as mesas públicas são melhores do que o espartano, pois em Esparta cada cidadão paga uma taxa fixa, mas ele é impedido por lei de participar do governo, como já foi dito antes, enquanto que em Creta o sistema é mais comunal, porque todas as culturas e gado são produzidos em terras públicas e dos tributos pagos pelos servos, uma parte é atribuída para a adoração dos deuses e outra para a manutenção dos serviços públicos,(...)— Aristóteles, Política, 2.1272a